# 1-피롤린-5-카복실산
1-피롤린-5-카복실산(영어: 1-pyrroline-5-carboxylic acid)은 프롤린의 대사 과정에서의 대사 중간생성물인 이미노산이다. 프롤린의 생합성 과정에서 1-피롤린-5-카복실산은 피롤린-5-카복실산 환원효소에 의해 프롤린으로 전환된다. 1-피롤린-5-카복실산은 프롤린의 이화 대사 경로에서 프롤린 산화효소에 의해 프롤린으로부터 생성된다. 1-피롤린-5-카복실산은 비효소적으로 글루탐산 γ-세미알데하이드로 전환된 후 글루탐산 세미알데하이드 탈수소효소에 의해 글루탐산으로 전환된다.

## 같이 보기
- 프롤린